# Матвєєва Наталія Геннадіївна
Матвєєва Наталія Геннадіївна (1 вересня 1965) — російська плавчиня.
Призерка Чемпіонату світу з водних видів спорту 1982 року.
Призерка Чемпіонату Європи з водних видів спорту 1981 року.